# Computerunterstütztes kooperatives Lernen
Mit dem Begriff des computerunterstützten kooperativen Lernens (engl.: Computer-supported cooperative/collaborative learning (CSCL)) werden Ansätze beschrieben, kooperatives Lernen (Lernen in Gruppen) durch den Einsatz von Informations- und Kommunikationstechnik zu unterstützen.
Zusammenarbeitendes (kollaboratives) Lernen in Gruppen, die einander ergänzende Erfahrungen einbringen, um neues Wissen in der Interaktion miteinander zu erlernen, wird als der heutigen Arbeits- und Lernwelt angemessen angesehen.
Dabei wird zwischen Situationen unterschieden, in denen die Akteure verteilt, d. h. von unterschiedlichen Orten aus – verbunden durch Computernetze – am Lernprozess beteiligt sind, und solchen, in denen die Akteure an einem Ort (z. B. in CSCL-Laboren) gemeinsam lernen.
Verteilte Lerngruppen benötigen eine computergestützte, kollaborative Lernumgebung, die ihnen mindestens
- Zugriff auf gemeinsames Material,
- die kollaborative Erarbeitung neuer Materialien (wie z. B. Hausarbeiten oder Referate),
- synchrone und asynchrone Kommunikation von Wissen sowie
- eine Teilnehmerverwaltung und Rollenvergabe ermöglicht.[1]

## Anwendungsbereich
Auf Basis von CSCL kann Technologie kooperatives Lernen in diversen Bereichen unterstützen. Beispielsweise kann sie Lernenden die Möglichkeit bieten untereinander einfacher zu kommunizieren. Technologien, die speziell zur Kommunikation entwickelt wurden, ermöglichen es Lernenden zu jeder Zeit und an jedem Ort untereinander Ideen auszutauschen und zu kommunizieren. Die meist genutzten Wege um zu kommunizieren sind vor allem über E-Mail, Diskussionsplattformen oder Video-Konferenz. In CSCL werden Diskussionsplattformen häufiger genutzt als reiner E-Mail Verkehr. Die Kommunikation in CSCL hängt schlussendlich auch davon ab, wie häufig sich die Lernenden von Angesicht zu Angesicht gegenübersitzen und sich austauschen.
CSCL findet häufig schon im pädagogischen Umfeld Anwendung. Vorteile hierfür sind die ständige Verfügbarkeit von Lehrmaterialien, die einfache Kooperation der Gruppenmitglieder ohne die Notwendigkeit persönlicher Treffen und die Möglichkeit, zu unterschiedlichen Zeitpunkten an einem Projekt zu arbeiten.
CSCL wird häufig auch im Sinne des Integrierten Lernen eingesetzt. So werden besonders bei Online-Sitzungen computergestützte Tools verwendet, die verschiedene Arten von Group Awareness fördern. Diese Tools unterscheiden sich z. B. dahingehend, dass unterschiedliche Informationen über die Kollaborationspartner in Form von unterschiedlichen Visualisierungen dargestellt werden.

## Affordanzen
Das Potenzial computerunterstützter Technologien, Gruppenlernen zu erleichtern, lässt sich unter anderem auf deren Affordanz (engl.: affordance), auch Aufforderungscharakter oder Anbietung genannt, zurückführen. Im Kontext von CSCL werden die Affordanzen als Möglichkeiten verstanden, die dem Lernenden gegeben werden, um bestimmte Handlungen oder Aktivitäten in der kollaborativen Lernumgebung auszuführen. Ein Videokonferenz-System ermöglicht beispielsweise die Kommunikation zwischen Partnern, die sich an unterschiedlichen Orten befinden. Dabei hängen die Möglichkeiten immer von der jeweiligen Beziehung zwischen Akteur und Objekt ab, die interagieren. Eine Affordanz kann also abhängig von der Nutzersituation, -erfahrung oder seinem kulturellen Kontext variieren. Ein Videokonferenz-System ermöglicht dabei beispielsweise die Kommunikation zwischen Partnern, die sich an unterschiedlichen Orten befinden.
Für den Bereich des computergestützten Gruppenlernens schlagen Jeong und Hmelo-Silver sieben Kern-Affordanzen vor. Gruppenlerntechnologien sollten den Autoren zufolge also Lernenden die Möglichkeit bieten, (1) sich mit einer gemeinsamen Aufgabe zu beschäftigen, (2) zu kommunizieren, (3) Lernmaterialien bzw. Ressourcen miteinander zu teilen, (4) an kollaborativen Lernprozessen teilzunehmen, (5) Wissen zu ko-konstruieren, (6) kollaborative Lernprozesse zu überwachen, und (7) Lerngemeinschaften zu finden oder neu zu bilden.

### Erarbeitung gemeinsamer Aufgaben
Die Technologie sollte die Lernenden in der Auffindung von Aufgaben, die auch gemeinsam in der Gruppe bearbeitet werden können, unterstützen und durch geteilte Materialien oder gemeinsamen Multimedia-Aktivitäten die Lernenden zum Diskutieren anregen. Besonders durch multimediale Technologien können die Lernmaterialien auf vielfältige Weise sowohl veranschaulicht als auch interaktiv erprobt werden. Allerdings muss darauf geachtet werden, dass sowohl die Aufgaben für die Lernenden bedeutsam sind, als auch die Benutzung der Technologie nicht zu schwierig erscheint. Ein Beispiel für eine solche Technologie ist Wikipedia, womit gemeinsame Aktivitäten unterstützt werden können.

### Kommunikation
Die Kollaboration von Personen erfordert, dass diese miteinander kommunizieren können.
In computerunterstützten Szenarien bieten sich nach Jeong und Hmelo-Silver dafür verschiedene Ansätze an, die von der Gestaltung des Lernkontextes abhängen. Unterschieden wird hierbei zwischen synchroner (z. B. Video-Konferenz) und asynchroner Kommunikation (z. B. E-Mail), wobei anzumerken ist, dass letztere häufiger genutzt wird. Das liegt zum einen an der höheren Flexibilität der Kommunikationsart, zum anderen bieten sich dem Lernenden so Gelegenheiten zur Reflexion. Technologische Gegebenheiten wie Bandbreite des Internets, Bekanntheit und Nutzerfreundlichkeit der Kommunikationstools und das Erfordernis einer Unmittelbarkeit der Kommunikation (z. B. benötigt Wikipedia keine direkten Kommunikationswege, da Artikel gemeinsam geschrieben werden) beeinflussen die Wahl der Kommunikation ebenfalls. Ferner sollte berücksichtigt werden, ob die Kommunikation 1-zu-1, 1-zu-mehreren oder mehrere-zu-mehrere stattfinden soll. Des Weiteren können sich Anforderungen an die Kommunikation im Laufe der Kollaboration verändern, was ebenfalls bei der Auswahl der geeigneten Kommunikationskanäle berücksichtigt werden sollte. Falls mehrere Kommunikationskanäle verwendet werden, wird ein nahtloser Wechsel zwischen den Kanälen empfohlen. Mit steigender Tendenz werden den Lernenden mehrere Kommunikationskanäle angeboten, sodass die Modalität ausgewählt werden kann, die die Kommunikationsbedürfnisse der Lernenden am besten erfüllt. Jedoch sollte dabei beachtet werden, dass einige Vorteile der Face-to-face-Kommunikation im Online-Kontext nicht ausreichend repliziert werden können. So können implizite Kontext-Informationen und nonverbale Kommunikationsformen im Online-Kontext nicht gleichermaßen vermittelt werden.

### Teilen von Ressourcen
Nach Jeong und Hmelo-Silver können CSCL-Tools durch die Bereitstellung von Funktionen zum Teilen von Lernressourcen kollaborative Lernprozesse unterstützen, indem sie Lernenden die Organisation von sowie den Austausch über Informationen erleichtern. Über das bloße Teilen von Ressourcen hinaus können CSCL-Tools Lernenden zudem ermöglichen, den geteilten Ressourcen Annotationen hinzuzufügen, die die Diskussion über geteilte Inhalte verbessern. Um sicherzustellen, dass geteilte Informationen von Lernenden genutzt werden, besteht des Weiteren die Möglichkeit, Lernende mit Hilfe entsprechender Visualisierungen über neu verfügbare Lernressourcen oder deren Anbieter zu informieren.
Beispiele für Methoden, die zur Unterstützung des Teilens von Lernressourcen eingesetzt werden, sind Chat- oder E-Mail-Anhänge, Cloud-Services, oder verschiedene Web-Repositories.

#### Strategien zum Teilen am Beispiel Wikipedia
In Wikipedia kann jeder registrierte User zu jedem Zeitpunkt Ressourcen teilen, indem er Inhalt zufügt. Dabei kann es sich zum Beispiel um verschiedene Medien-Dateien handeln oder auch textuelle und visuelle Inhalte auf Seiten handeln.

#### Kanäle zum Teilen am Beispiel Wikipedia
CSCL stellt laut Hwang, Wang, & Sharples durch verschiedenste Datenbanken und andere Orte zur Aufbewahrung (engl.: repositories) Lerninhalte und Ressourcen zur Verfügung, die speziell zum Teilen gedacht sind. Im Kontext von Wikipedia hat die Wikimedia-Foundation durch die Etablierung verschiedener Wiki-Projekte eine Möglichkeit geschaffen, solche Datenbanken für verschiedene Arten von Medien und Informationen zur Verfügung zu stellen. Als Beispiele können dabei Wikimedia Commons eine freie Sammlung von Bild-, Audio- und Videodateien oder Wikidata, ein Wiki-Projekt zum Sammeln von Datensätzen, genannt werden (Alle Projekte der Wikimedia-Foundation).

### Strukturierung kollaborativer Lernprozesse
Im Rahmen des kollaborativen Arbeitens an einer Aufgabe gibt es zahlreiche Arten, wie Teilnehmende sich beteiligen. Dies kann sich von Fragenstellen über Kritisieren bis hin zu Konfliktresolution erstrecken. Wenn diese Prozesse unkontrolliert, d. h. allein von den Lernenden gesteuert, ablaufen, kann dies zu verschiedenen Schwierigkeiten kommen. Beispielsweise rücken zu häufig unwichtige Themen in den Fokus der Diskussion oder es finden zu viele nicht auf die Aufgabe bezogene Handlungen statt. Ursachen dessen könnte Unsicherheit, wie Diskussionen gestartet oder Consensus erreicht werden kann, sein. Darüber hinaus findet oft eher eine oberflächliche Informationsverarbeitung anstelle einer (intensiven) Reflexion statt. Um diesen Effekt zu vermeiden, können Lernprozesse bewusst strukturiert und somit unterstützt werden. Dies kann zum Beispiel mithilfe bestimmter Lehrmethoden umgesetzt werden.

#### Beispiele für unterstützende Lehrmethoden
- Gruppenpuzzle (engl.: Jigsaw Classroom): Kooperative Gruppenarbeitstechnik, bei der Kleingruppen jeweils ein Unterthema bearbeiten und ihre Ergebnisse anschließend zusammentragen[6]
- Konstruktivistische Pädagogik: Konzept der Lernpsychologie, nach dem der Lernende durch sein Wissen eine individuelle Repräsentation der Welt schafft und neues Wissen in diese einordnet[7]
  - Reziprokes Lehren: Variante des Lesens, bei dem der Text in Abschnitte unterteilt wird und der Inhalt nach jedem Abschnitt reflektiert wird.[8]
  - Problembasiertes Lernen
  - Kollaborationsskripts

#### Die Rolle der Technologie
Im Allgemeinen hat die Technologie im Hinblick auf das Strukturieren von Lernprozessen zwei Aufgaben.
1. Erstellung eines Lernkontextes, in dem Strukturierung dringend benötigt wird
  - Beispiel: Schüler schlüpften in die Rolle eines Arztes oder Psychologen, der den Patienten nicht persönlich aber dafür per Videokonferenz treffen konnte, und konnten anhand eines Skripts eine Sprechstunde/Therapiesitzung mit diesem abhalten. Das Skript leitete die Schüler dabei zu verschiedenen Aktionen an, wie z. B. das Stellen bestimmter Fragen oder die Gabe von Feedback[9]
2. Unterstützung der Strukturierung durch Beschränkungen der möglichen Operationen (= Constraints)
  - Vorgegebene Elemente, wie beschriftete Eingabefelder, Satzanfänge dienen zur Strukturierung und Orientierung, aber auch dazu, den Studenten an bestimmte Aktionen zu erinnern, die er im Rahmen der Aufgabe ausführen soll. Beispielsweise kann so sichergestellt werden, dass Kollaborationspartner auch auf die Argumente des jeweils anderen eingehen oder auch mehrere Sichtweisen annehmen (z. B. durch Textboxen mit der Beschriftung „Argument“ und „Gegenargument“)[10]

Insgesamt muss jedoch auch beachtet werden, dass eine höhere Strukturierung von Prozessen immer auch mit einem geringeren Grad der Freiheit einhergeht. Zu viel vorgegebene Struktur senkt möglicherweise die Motivation der Lernenden oder nimmt ihnen Handlungsräume. Man muss also eine gute Balance aus dem Freiraum, den die Lernenden haben sollen, und der Menge an Struktur, die man vorgibt, finden.

### Beteiligung an gemeinsamer Wissenskonstruktion
Die Konstruktion gemeinsamen Wissens, auch Ko-Konstruktion (engl.: co-construction) genannt, beinhaltet, dass Lernpartner gemeinsam einen Rahmen konstruieren, in welchem sie relevantes Wissen sammeln, auf den Beiträgen des jeweils anderen aufbauen und zusammen Lösungsstrategien entwickeln. Das Wissen wird unter den Lernpartnern interaktiv ausgetauscht und weitergegeben, sodass das finale Ergebnis über eine bloße Ansammlung des Wissens jedes Einzelnen hinausgeht. Durch die Synergie des Wissensaustausches bei der Zusammenarbeit soll ein Produkt entstehen, das mehr beinhaltet als die Summe aller einzelnen Beiträge. Um die Teilnehmenden bei der Wissenskonstruktion zusätzlich zu motivieren, können Belohnungen für Gruppen- oder Individualleistungen eingesetzt werden. Ein Beispiel für diese Affordanz ist Wikipedia, da sowohl gemeinsame Ziele verfolgt werden, als auch auf einer gemeinsamen Basis bearbeitet und diskutiert wird. Des Weiteren wird jede Veränderung des Artikels und der Diskussion protokolliert und kann nachverfolgt werden. Was Wikipedia in dieser Hinsicht noch verbessern könnte, wäre das native Einführen von Group Awareness.

### Überwachung und Regulation des kollaborativen Lernens
Die eigenen Lernprozesse überwachen zu können, ist im Rahmen einer computergestützten Kollaboration besonders wichtig, da die Lernenden sich während der Kollaboration an unterschiedlichen Orten befinden können. Für eine erfolgreiche Kollaboration müssen Lernende sowohl ihre eigenen Handlungen, als auch die ihrer Kollaborationspartner nachverfolgen können. Dies kann durch geeignete computergestützte Technologien ermöglicht werden, damit die Lernenden in der Lage sind zu erkennen, was ihre Kollaborationspartner beigetragen haben. Dadurch wird der Lernende gegebenenfalls dazu veranlasst sein eigenes Verhalten zu regulieren bzw. anzupassen. Mögliche Methoden zur Unterstützung der Überwachung und Regulation des kollaborativen Lernens sind beispielsweise Visualisierungs- oder Group Awareness Tools. Ein Beispiel für ein Group Awareness Tool ist das outreachdashboard, in dem Beiträge und Aktivitäten von Mitwirkenden an Artikeln auf Wikipedia dokumentiert werden können. Neben der Unterstützung durch Visualisierung der Aktivitäten aller Beteiligten können Group Awareness-Tools die Überwachung kollaborativer Lernprozesse ebenfalls durch Bereitstellung von Informationen über soziale oder kognitive Aspekte unterstützen. So können Lernenden beispielsweise auch Wissensstände von anderen Beteiligten zur Orientierung dienen.

### Bildung von Gruppen und Communities
Den richtigen Partner bzw. die richtige Gruppe zu finden ist eine wichtige Grundlage für computergestützte Kollaboration. Über gebildete Gruppen und Communities kann nicht nur neues Wissen erlangt, sondern auch bereits bestehendes Wissen geteilt werden. Dadurch wird nicht nur das kollektive Wissen gefördert, sondern auch das individuelle Verständnis der teilnehmenden Personen. Die Bildung von Gruppen stellt dabei eine Herausforderung dar. Technologien (z. B. intelligente Systeme) können helfen Kollaborateure zusammenzubringen. Wenn sich eine Gruppe geformt hat, ist der Prozess der Gruppenbildung noch nicht abgeschlossen. Besonders durch das Web 2.0 hat die computergestützte Kollaboration in Gruppen und Communities neue Ausmaße angenommen. Interaktionen zwischen den Teilnehmern erfolgen kaum noch Face-to-Face, sondern vor allem indirekt. Dies zeigt sich unter anderem darin, dass Teilnehmer Feedback bekommen aber mit der entsprechenden Personen nicht weiter interagieren geschweige denn diesen Peer kennen.

### Übersicht
| Affordanz                                                | adressierte Bedürfnisse/Herausforderung | Design-Strategien                                                                                    | Beispiele |
| -------------------------------------------------------- | --- | --- | --- |
| Gemeinsame Aufgabenbearbeitung                           | Lernende wollen kollaborieren und benötigen dazu eine Aufgabe, an der sie gemeinsam arbeiten können                                                    | reichhaltigen und authentischen Problemkontext liefern                                               | Multimedia, Simulation/Modellierungstool, digitale Artefakte (z. B. Spiele, Blogbeiträge)                             |
| Kommunikation                                            | Lernende müssen mit den Kollaborations-Partnern kommunizieren können, auch bei entfernter Zusammenarbeit                                               | synchrone vs. asynchrone Kommunikation, direkte vs. indirekte Kommunikation                          | Chat, E-Mail etc. |
| Teilen von Ressourcen                                    | Lernende müssen Ressourcen, die sie haben und finden, mit anderen teilen und die der anderen erreichen können                                          | Über welche Kanäle soll geteilt werden? Was soll geteilt werden und wann?                            | Kommunikationstechnologien, Daten-Repositories (z. B. git, subversion), Cloud Services (z. B. Dropbox, OneDrive etc.) |
| Beteiligung an produktiven, kollaborativen Lernprozessen | Die Kollaboration von Lernenden sollte möglichst produktiv ablaufen                                                                                    | Aufgabenstrukturierung, Aktivitätenskripts                                                           | … |
| Beteiligung an gemeinsamer Wissenskonstruktion           | Lernende sollten die Beiträge anderer gut verarbeiten können, um einen Common Ground aufrechtzuerhalten und auf den gegenseitigen Beiträgen aufzubauen | Problemkontext und gemeinsame Ziele benennen, Sozio-kulturelle Normen und Erwartung verdeutlichen, … | Haptische Technologien, Dialog- und Verhandlungs-Tools, gemeinsame Arbeitsbereiche                                    |
| Überwachung und Regulierung des kollaborativen Lernens   | selbständiges Monitoring anstatt Befolgend externer Skripte und Aufforderungen                                                                         | Was muss überwacht werden? Wie können die Erkenntnisse daraus für die Regulierung genutzt werden     | Awareness-Tools, Visualisierungs-Tools, Lernanalaysen                                                                 |
| Bildung von Gruppen und Communities                      | Einfache Möglichkeit für die Lernenden, die Gruppe oder Community zu explorieren und in ihr zu partizipieren                                           | Gruppenbildung, verschiedene Interaktionsformen                                                      | Peer-Review System, Visualisierungs-Tools, Soziale-Netzwerk-Dienste                                                   |

## Forschungsstand
Im Gegensatz zum angebotsorientierten E-Learning sind CSCL-Umgebungen bisher weniger erforscht. Probleme werden insbesondere in der situationsangemessenen Medien- und Methodenwahl, in der Herstellung eines gemeinsamen Wissenshintergrundes der Gruppe, in der Abbildung sozialer Präsenz in computergestützten Lernumgebungen sowie in der Koordination von Lerngruppen und Gruppenaktivitäten gesehen.
Beiträge aus der Forschung zu Computer Supported Cooperative Work (CSCW), didaktische und lerntheoretische Erkenntnisse sowie Erfahrungen mit E-Learning bilden den Rahmen von CSCL. Im betrieblichen Umfeld wird CSCL in den Kontext von Wissensmanagement gestellt.

## Diskussion
Die meiste Forschung zu diesem Thema ist technologiebezogen, das generelle Verständnis wie die Technologie das kollaborative Lernen unterstützt, ist hingegen kaum erforscht. Lerntheorien über das kollaborative Lernen heben meist die Schlüsselmechanismen von Interaktionen und des Lernens hervor, jedoch fehlt oft der praktische Bezug und die Umsetzbarkeit. In diesem Zusammenhang muss mehr Forschung betrieben werden, um die Dimensionen jeder Affordanz und auch ihre Beziehungen untereinander besser zu verstehen. Zudem gibt es oft keine direkte eins zu eins Zuordnung zwischen Affordanzen und Technologien, da diese nutzerabhängig sind. Die Technologie sollte außerdem nur eine partielle Rolle für die Unterstützung jeder Affordanz spielen, da pädagogische und andere soziokulturelle Unterstützungen essenziell sind, um den Anforderungen und Herausforderungen des kollaborativen Lernens gerecht zu werden.
Insgesamt muss auch beachtet werden, dass eine Unterstützung von Prozessen zum einen zu einer kognitiven Entlastung führen kann, jedoch immer auch mit einem geringeren Grad an Freiheit und oft einem geringeren Lernerfolg einhergeht. Abhängig von der Situation ist es hilfreich, weniger Unterstützung anzubieten oder die Aufgabe sogar komplizierter zu gestalten, um den Lernenden herauszufordern und zum Denken anzuregen. Dem Nutzer die Freiheit zum Scheitern zu geben stellt auch eine Strategie dar, da das Problemlösen auf lange Sicht zum Lernerfolg beiträgt. CSCL sollte also den Prozess des Lernens unterstützen und nicht bloß das Durchführen von Aufgaben anleiten. Die richtige Balance zwischen Unterstützung, Lernen und Zurückhaltung zu finden, wird dabei für CSCL Forscher zur Herausforderung.